# テレまんがヒーローズ
『テレまんがヒーローズ』は、講談社が発行していた児童向けの漫画雑誌。2008年3月15日に『テレビマガジン』の増刊として創刊された。以降、同じく『テレビマガジン』増刊扱いで2号が8月9日、3号が12月5日、4号が2009年3月27日、5号が8月8日に発売された。発行元である講談社からの休刊告知はされていないものの、2009年夏の5号で全ての掲載漫画が終了している。また掲載作家であるあおきけい&みかまるのブログに休刊の旨が書かれている。仮称は『テレビマガジンまんが増刊』であった。
『テレビマガジン』に掲載されている特撮・アニメ作品の漫画や、部数低迷により、2007年11月15日に休刊した『コミックボンボン』で連載されていた一部の未完作品、『ボンボン』で連載したことのある作家陣の新作などを掲載していた。

## 掲載作品
『コミックボンボン』からの継続作品
- ゲゲゲの鬼太郎 新妖怪千物語（原作:水木しげる、作画:ほしの竜一）：2008年春号 - 2009年夏号
- SDガンダムフルカラー劇場 TM（あずま勇輝）：2008年春号 - 2009年夏号
- デルトラクエスト（原作:エミリー・ロッダ 作画:にわのまこと）：2008年春号 - 冬号
- 機動戦士ガンダムALIVE（作画:高山瑞穂 原作:矢立肇、富野由悠季 脚色:皆川ゆか）：2008年春号
  - 機動戦士ガンダムALIVE エピソードFINAL：2008年冬号

『月刊マガジンZ』からの継続作品
- ウルトラマンSTORY 0（真船一雄）：2009年春号 - 夏号　本誌からの続きはMiChao!で2009年9月より配信、2009年12月よりテレビマガジン公式ホームページで配信。

『テレまんがヒーローズ』連載作品
- ヤッターマン（あおきけい&みかまる）：2008年春号 - 2009年夏号
- ウルトラギャラクシー大怪獣バトル（河本ひろし）：2008年春号 - 2009年夏号
- ガンバライドバトル ライドマスターズ（作画：出月こーじ 協力：バンダイ）：2009年春号 - 夏号
- 宇宙警察ミカヅキ（御童カズヒコ）：2009年春号 - 夏号

テレまんがヒーローズ 2008年春号 テレビマガジン2008年4月号増刊掲載分読み切り
- 墓場の鬼太郎（再録）（水木しげる）
- 獣拳戦隊ゲキレンジャーVSボウケンジャー（一式まさと）
- ウルトラセブンX（おかだたい）
- 仮面ライダー電王&キバ クライマックス刑事（原作:石ノ森章太郎、作画:藤異秀明）

テレまんがヒーローズ 2008年夏号 テレビマガジン2008年9月号増刊掲載分読み切り
- 炎神戦隊ゴーオンジャー（一式まさと）
- 炎神戦隊ゴーオンジャー BUNBUN!BANBAN!劇場BANG!!（前編）（一式まさと）
- 仮面ライダーキバ（原作:石ノ森章太郎、作画:藤沢真行）
- 仮面ライダーキバ 魔界城の王（原作:石ノ森章太郎、作画:藤沢真行）
- 大決戦!超ウルトラ8兄弟（樋口大輔）
- プラモ狂四郎 U.C.（作画:やまと虹一 原作:クラフト団）

テレまんがヒーローズ 2008年冬号 テレビマガジン2009年1月号増刊掲載分読み切り
- 炎神戦隊ゴーオンジャー BUNBUN!BANBAN!劇場BANG!!（後編）（一式まさと）
- 劇場版 さらば仮面ライダー電王 ファイナル・カウントダウン（原作:石ノ森章太郎、作画:藤沢真行）
- トミカヒーロー レスキューフォース 爆裂MOVIE マッハトレインをレスキューせよ!（松本久志）

テレまんがヒーローズ 2009年春号 テレビマガジン2009年4月号増刊掲載分読み切り
- 仮面ライダーディケイド（原作:石ノ森章太郎、作画:藤沢真行）
- 侍戦隊シンケンジャー（一式まさと）
- 劇場版 超・仮面ライダー電王&ディケイド NEOジェネレーションズ 鬼ヶ島の戦艦（前編）（原作:石ノ森章太郎、作画:藤沢真行）
- 劇場版 炎神戦隊ゴーオンジャーVSゲキレンジャー（能田達規）
- トミカヒーロー レスキューフォース&レスキューファイアー 受け継がれるレスキュー魂（松本久志）※一部前号の続きもかねている。
- オッサンマン（かみやたかひろ）

テレまんがヒーローズ 2009年夏号 テレビマガジン2009年9月号増刊掲載分読み切り
- 劇場版 仮面ライダーディケイド オールライダー対大ショッカー（原作:石ノ森章太郎、作画:藤沢真行）
- モモタロス爆笑劇場リターンズ!!（ふじさわなおゆき）
- 劇場版 超・仮面ライダー電王&ディケイド NEOジェネレーションズ 鬼ヶ島の戦艦（後編）（原作:石ノ森章太郎、作画:藤沢真行）
- 侍戦隊シンケンジャー（一式まさと）
- 侍戦隊シンケンジャー 銀幕版 天下分け目の戦（一式まさと）
- トミカヒーロー レスキューファイアー -超特別編-（松本久志）
- アホマン（かみやたかひろ）